# 梅爾角
60°38′S 45°54′W / 60.633°S 45.900°W
梅爾角（挪威語：Meier Point）是南極洲的海岬，位於南奧克尼群島的科羅內申島南岸，在1912年由挪威的捕鯨船長繪入地圖，現時由南極條約體系管理。